# Сату-Маре (комуна, Сучава)
Сату-Маре (рум. Satu Mare) — комуна у повіті Сучава в Румунії. До складу комуни входять такі села (дані про населення за 2002 рік):
- Сату-Маре (2765 осіб) — адміністративний центр комуни
- Цибень (1307 осіб)

Комуна розташована на відстані 377 км на північ від Бухареста, 27 км на північний захід від Сучави, 140 км на північний захід від Ясс.

## Населення
За даними перепису населення 2002 року у комуні проживали 4072 особи.
Національний склад населення комуни:
| Національність   | Кількість осіб | Відсоток |
| ---------------- | -------------- | -------- |
| румуни           | 4062           | 99,8%    |
| українці         | 5              | 0,1%     |
| угорці           | 3              | 0,1%     |
| росіяни-липовани | 1              | < 0,1%   |
| поляки           | 1              | < 0,1%   |

Рідною мовою назвали:
| Мова       | Кількість осіб | Відсоток |
| ---------- | -------------- | -------- |
| румунська  | 4064           | 99,8%    |
| українська | 5              | 0,1%     |
| угорська   | 2              | < 0,1%   |
| російська  | 1              | < 0,1%   |

Склад населення комуни за віросповіданням:
| Релігія            | Кількість осіб | Відсоток |
| ------------------ | -------------- | -------- |
| православні        | 3275           | 80,4%    |
| п'ятдесятники      | 639            | 15,7%    |
| адвентисти         | 74             | 1,8%     |
| баптисти           | 24             | 0,6%     |
| римо-католики      | 6              | 0,1%     |
| бретрени           | 2              | < 0,1%   |
| старообрядці       | 2              | < 0,1%   |
| реформати          | 1              | < 0,1%   |
| лютерани           | 1              | < 0,1%   |
| не релігійні       | 1              | < 0,1%   |
| не вказали релігію | 3              | 0,1%     |

## Зовнішні посилання
- Дані про комуну Сату-Маре на сайті Ghidul Primăriilor